# 光延反応
光延反応（みつのぶはんのう、英: Mitsunobu reaction）は、有機合成で用いられる化学反応のひとつで、アルコールのヒドロキシル基をアゾカルボン酸エステルとトリフェニルホスフィンで活性化して行なうSN2反応のことである。1967年に光延旺洋らによって報告された。
アゾジカルボン酸ジエチル (DiEthyl AzoDicarboxylate, DEAD) とトリフェニルホスフィン、アルコールと求核剤（カルボン酸など）を混合するとアルコールのヒドロキシ基が求核剤によって置換された生成物が得られる。
{\displaystyle {\ce {{ROH}+ {NuH}+ {Ph3P}+ EtOOCN=NCOOEt -> {R-Nu}+ {Ph3PO}+ EtOOCNHNHCOOEt}}}
ヒドロキシル基は脱離基としては劣っているため、そのままではSN2反応により置換することは難しい。
第1級アルコールでは脱離基として優れるスルホン酸エステルに誘導することでSN2反応が可能であるが、第2級アルコールではスルホン酸エステルに誘導してもSN1反応や脱離反応が併発しやすいために収率が低下することが多い。
しかし、この反応では選択的にSN2反応を起こさせることが可能である。
この反応の基質の第2級アルコールのヒドロキシル基が結合している炭素が不斉である場合、SN2反応のみが進行するから完全なワルデン反転が起こる。
特に求核剤としてカルボン酸を用いてこの反応を行い、続いて生成したエステルを加水分解すると、元の基質のヒドロキシル基が結合している炭素の立体配置が反転（エピ化）した立体異性体を得ることができる。そのため、このような反応を光延反転（みつのぶはんてん）と呼ぶこともある。
反応は以下のような機構で進行する。
1. トリフェニルホスフィンがアゾジカルボン酸ジエチルに付加し双性イオンが発生する。
2. 求核剤（酸）のプロトンが双性イオンに引き抜かれて活性化される。
3. リン原子に対し、アルコールのヒドロキシル基が求核置換反応し、アルコキシトリフェニルホスホニウム塩となる。
4. 求核剤とアルコキシトリフェニルホスホニウム塩のSN2反応が起こる。トリフェニルホスフィンオキシドが脱離する。

なお、この反応で使用できる求核剤は pKa が14以下のブレンステッド酸に限られる。
用いた求核剤がブレンステッド酸でない場合、副生するヒドラジンジカルボン酸ジエチルのアニオンが中和されないため、こちらが優先的に求核剤として働いて活性化されたヒドロキシル基を置換してしまうためである。
この点を改良したアゾジカルボン酸ジエチルとトリフェニルホスフィン以外の試薬を組み合わせて活性化する反応系も角田、伊東らにより報告されている。

## （シアノメチレン）ホスホラン試薬

（シアノメチレン）トリアルキルホスホラン

角田、伊東らはさらに、トリフェニルホスフィンと DEAD の機能を合わせ持つリンイリドを開発した。彼らは、（シアノメチレン）トリメチルホスホラン (R = –CH3, (cyanomethylene)trimethylphosphorane (CMMP))、（シアノメチレン）トリブチルホスホラン (R = –C4H9–n, (cyanomethylene)tributylphosphorane (CMBP))、の2種の試薬が、ともに単独で光延反応を効果的に起こすことを示した。
試薬のリンイリド 1 は、カルボン酸 3 に対する塩基としての役割と、アルコール 2 といったん結合してその酸素を受け取る還元剤の役割の両方を果たす。この反応では生成物のエステル 7 とともに、アセトニトリル (6) とトリアルキルホスフィンオキシド 8 が副生する。